# بانک ملی جمهوری قرقیزستان
بانک ملی جمهوری قرقیزستان (قرقیزی: Кыргыз Республикасынын Улуттук Банкы) بانک مرکزی قرقیزستان است، که در سال ۱۹۹۱ تأسیس شد.